# 볼레슬라프 3세

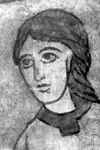
볼레슬라프 3세

볼레슬라프 3세(체코어: Boleslav III., 965년경 ~ 1037년)는 보헤미아의 공작(재위: 999년 ~ 1002년, 1003년)이다. 붉은 머리 공(체코어: Ryšavý 리샤비[*])이라고 부르기도 한다.

## 생애
볼레슬라프 2세 공작과 그의 아내인 아디바(Adiva)의 아들이다. 999년에 사망한 볼레슬라프 2세의 뒤를 이어 보헤미아의 공작으로 즉위했다.
1002년 볼레슬라프 3세와 대립 관계에 있던 브르쇼프치(Vršovci) 가문이 반란을 일으켰다. 여기에는 볼레슬라프 3세의 사위도 포함되어 있었다. 이에 볼레슬라프 3세는 신성 로마 제국으로 망명했고 오스트리아의 변경백을 역임하고 있던 하인리히 1세(Heinrich I)의 감시를 받게 된다. 하인리히 1세는 볼레슬라프 3세가 과거에 저지른 범죄 행위를 이유로 감옥에 수감시켰지만 볼레슬라프 3세가 사과하면서 석방시키게 된다.
폴란드의 공작을 역임하고 있던 볼레스와프 1세 흐로브리는 볼레슬라프 3세의 친척인 블라디보이를 보헤미아의 공작으로 즉위시켰지만 블라디보이는 알코올 중독으로 인해 보헤미아의 공작으로 즉위한 지 불과 1년 만에 사망하고 만다.
1003년 폴란드의 볼레스와프 1세 흐로브리의 지지를 받으면서 보헤미아로 귀환했다. 그의 아들인 야로미르, 올드르지흐는 신성 로마 제국의 황제였던 하인리히 2세의 보호를 받게 된다. 볼레슬라프 3세는 보헤미아의 공작으로 복위했지만 브르쇼프치 가문과 대립 관계에 있었다. 폴란드 공작의 초청을 받고 참석한 연회 현장에서 체포된 볼레슬라프 3세는 두 눈을 잃은 채로 감옥에 수감되었고 1037년 폴란드에서 사망하고 만다.
| 전임 볼레슬라프 2세 | 보헤미아의 공작 999년 ~ 1002년 | 후임 블라디보이 |

| 전임 블라디보이 | 보헤미아의 공작 1003년 | 후임 볼레슬라프 4세 |